# Reino do Vidro
O Reino do Vidro (em sueco: Glasriket;  PRONÚNCIA) é uma região informal do sudeste da província histórica da Småland, entre Växjö e Kalmar, na Suécia, caracterizada pela existência de uma importante indústria do vidro.

Iniciada no séc. XVIII, esta região abrange as comunas de Emmaboda, Nybro, Uppvidinge, Växjö e Lessebo, incluindo atualmente 12 fábricas e várias pequenas empresas subsidiárias. Entre as mais conhecidas estão Kosta e Orrefors.
Mais de um milhão de turistas visitam anualmente estas fábricas, podendo ver diretamente os artesões a soprar as peças de vidro.

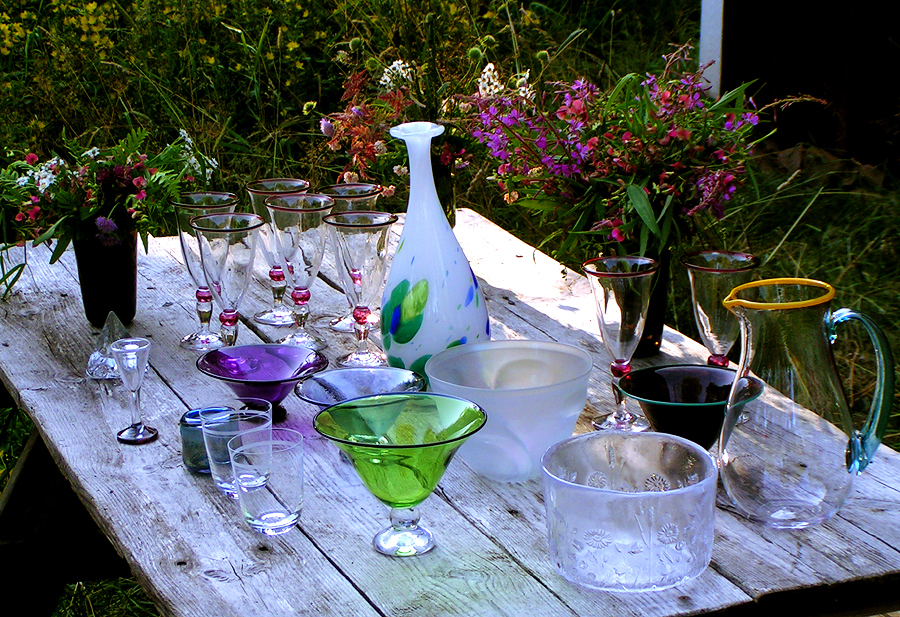
Peças de vidro do Reino do Vidro (Glasriket)